# Sidney Parvin
Sidney Parvin (* 12. Juli 1883 in London; † 23. August 1956 in Brook) war ein britischer Schwimmer und Wasserballspieler.

## Karriere
Parvin begann seine Schwimmerkarriere auf Kurzstreckendistanzen der Disziplin Freistil. 1908 nahm er an den Olympischen Spielen teil. In London erreichte er im Wettbewerb über 100 m Rücken das Halbfinale.
Neben dem Schwimmsport war er im Wasserball aktiv – hier gewann er zahlreiche regionale Titel mit verschiedenen Mannschaften.